# 이시이 유스케
이시이 유스케(일본어: 石井 雄輔, 1991년 6월 25일 ~ )는 일본의 전 축구 선수이다.

## 구단 경력
과거 후지에다 MYFC에서 활동하였다.